# Кетрин Макфејл
Кетрин Стјуарт Макфејл (енгл. Katherine Stuart MacPhail; Глазгов, 30. октобар 1887 — Сент Ендруз, 11. септембар 1974) била је хирург из Шкотске која се током Првог светског рата старала о рањенима у Србији, Француској и на Солунском фронту. Током боравка у Србији, основала је прво педијатријско одељење у Београду и болницу у Сремској Каменици и остала запамћена као народни херој.

## Порекло
Презиме Макфејл потиче из келтског језика и значи „син Павла” (енгл. Son of Paul). Пореклом је са острва Мал, које се налази на западној обали Шкотске, северозападно од Глазгова. Крајем тридесетих година 19. века, Кетринин деда Дугалд Стјуарт Макфејл (1818—1887) напустио је острво Мал и кренуо у свет у потрази за новим и бољим животом. Он је био први у фамилији који је показао склоност ка истраживању новог и непознатог – карактерне црте које су се могле запазити касније код потомака, а посебно код његове унуке Кетрин. Међутим, у души је био песник кога је стално мучила носталгија за старим крајем, па је као одличан познавалац келтског језика почео писати песме на том језику, углавном посвећене његовом острву, због чега је добио име „Бард острва Мал” (енгл. The Bard of Mull).
Нема сумње да је Дугалд Макфејл био веома одан својој породици и деци, али и необично слободоуман и напредан за своје доба, па је својој деци, и синовима и кћеркама, омогућио високошколско образовање. Четири сина, Доналд, Џејмс, Александер и Џон, завршили су студије медицине, док се пети син, Вилијам посветио религији. Ћерка Кејт била је медицинска сестра, Сара професор модерних језика, а Џеси професор музике.
У Коутбриџу породица Макфејл је живела у Калдер авенији, где је рођена Кетрин као и њене три сестре. Кетрин је рођена као трећа ћерка, 30. октобра 1887. године. Своје школовање девојчице су започеле код куће, где су им долазиле приватне учитељице и то је трајало све док нису довољно порасле да су могле свакодневно одлазити у доста удаљену основну школу у Коутбриџу. Након тога наставиле су средњу школу на Хилхед академији (Hillhead Academy) у Глазгову. Све четири биле су веома бистре и талентоване девојке које су успешно завршиле школу и касније студије на Универзитету у Глазгову.

## Биографија
Кетрин Стјуарт Макфејл је рођена 30. октобра 1887. године у Глазгову, у Шкотској, као трећа кћерка доктора (физијатра) Доналда Макфејла и Џеси Макфејл. Кетрин је, једина од девојчица у породици, још у раном детињству показивала интерес за рад свог оца. Још као мала улазила је у очеву ординацију и посматрати га како прегледа пацијенте или превија ране, или одлазила са њим у обиласке болесника на удаљеним фармама. Поред тога, на њену одлуку да се посвети медицини и лекарском позиву вероватно су утицали и њени стричеви, успешни лекари, Џејмс, који је тада водио мисионарску болницу у Индији и Алекс, у то време професор анатомије на Универзитету у Глазгову.
У то време у Великој Британији је било необично да жене уопште студирају, а поготово медицину. Од лепо васпитаних девојака из угледних породица очекивало се једино да добро воде кућанство и баве се уметношћу. Вероватно због тога је и доктор Макфејл био против ћеркине жеље да се упути на медицину. Међутим, Кетрин је већ тада показивала изразиту одлучност и упорност и ништа је није могло спречити у њеној одлуци. Њени родитељи су схватили значај школовања, па 26. априла 1906. године Кетрин уписује студије медицине на Универзитету у Глазгову.
Била је веома добар студент, о чему сведоче бројне награде које је добила током студирања. Неповерење према женама лекарима било је тада још увек велико и дубоко укорењено. Кетрин је успешно завршила студије медицине 12. октобра 1911. Године, и започела свој лекарски стаж. Радила је у Глазговској краљевској болници (енгл. Glasgow Royal Infirmary), а уз то била је и помоћни лекар код свог оца у ординацији.
Када је избио Први светски рат др Кетрин Макфејл је одлучила да се добровољно пријави за активну службу у британској армији и одмах је упутила писмо Министарству рата. Одговор је био брз, војнички кратак и наравно негативан. Обратила се и Црвеном крсту, али је добила сличан одговор. Они такође нису примали жене лекаре. Обратила се др Елси Инглис, која је прикупљала што више жена лекара и другог медицинског особља за женске добровољачке санитетске јединице. Др Елси Инглис нуди своју болницу британском Министарству рата, али била је одбијена реченицом: „Драга моја госпођо, идите кући и седите на миру“. Др Инглис шаље писма амбасадама Француске, Белгије, Русије и Србије, које ову понуду прихватају сместа и са захвалношћу. Од тада почиње са активним радом Болнице шкотских жена за службу у иностранству (Scottish Women’s Hospitals for Foreign Service). Како су тада јединице за Француску и Белгију већ биле попуњене, Кетрин се налазила у дилеми да ли да иде у Србију о којој се тада у Великој Британији веома мало знало. За већину је то била непозната, дивља земља за коју нису ни знали ни где се налази. Кетрин је касније говорила: „Ја, стварно, једва да сам знала где је Србија, али из онога што сам прочитала, знала сам да им је веома тешко“. Кетрин прихвата понуду и прикључује се, као најмлађа, групи од 30 жена које су чиниле особље прве јединице Болнице шкотских жена у Србији.

## Долазак у Србију
Половином децембра 1914. године Кетринина група се укрцала у Саутемптону на транспортни брод који је превозио трупе на исток и болница је искрцана на Малти. На путу до Малте већина припадница јединице проводила је време у учењу српског језика. Одмах после Божића укрцавају се на брод „Нил“ којим су запловили према Пиреју. У Солун су стигли 1. јануара 1915. године и следећег дана укрцавају се у воз којим стижу у Србију, тачније у Крагујевац, који је био главни штаб српске војске и војног санитета.
Године 1915. међу српском војском избила је епидемија пегавог тифуса. У јуну 1915, када је епидемија већ била готово сузбијена, озбиљно се разболела и сама др Кетрин Макфејл. Добила је тешку форму тифусне грознице. Била је неколико дана у бунилу, а скоро да је изгубила ногу због трмбозе, која се јавила у току болести. Тешка форма тифуса са дуготрајним високим температурама, оштетила јој је и слух, тако да је трајно остала наглува. После прележане болести изгубила је сву косу, па је дуже времена морала покривати главу шеширом или марамом. Када је прездравила. на инсистирање адмирала Троубриџа, она напушта Србију и враћа се у Шкотску како би се у потпуности опоравила. За свој дотадашни пожртвовани рад одликована је Орденом Светога Саве V степена. У Шкотску се Кетрин вратила у септембру 1915.

## Рад у Француској
Чим се довољно опоравила, Кетрин је ступила у контакт са Српским потпорним фондом у Лондону и започела кампању прикупљања добровољних пролога и помоћи за ову организацију. Путовала је по целој Шкотској, присуствовала добротворним састанцима и држала предавања о својим искуствима у Србији, апелујући за помоћ тој напаћеној земљи.
Како се није могла вратити у Србију, која је у то време била поробљена, Кетрин се у јануару 1916. године придружује квекерској добротворној организацији Друштво пријатеља или једноставно „Пријатељи“ (енгл. „Friends“), која је деловала у Француској. Започиње свој рад у Шалону на Марни у регији Шампање, североисточно од Париза. Априла 1916. године понуђен јој је посао на Корзици и она у мају 1916. стиже у Бастију. Одмах по доласку почиње са радом у болници. Неколико дана након доласка Кетрин одлази у Ајачио, у посету једној Болници шкотских жена. Ту сусреће неколико познаница са којима је била у Србији, и од њих сазнаје шта се дешавало са њиховом старом јединицом. Сазнавши за прилике у Србији, она прекида свој боравак на Корзици, како би покушла да организује смештај српске сирочади у дом „Пријатеља“ у Високим Савојима. То, нажалост, није успело. „Пријатељи“ су преузели један хотел у Самоену, на око 20 km од границе са Швајцарском, и претворили га у Дом за избеглице. Крајем септембра 1916. године, Кетрин преузима дужност лекара у овом дому.

## Повратак у Србију 1917.
У рано пролеће 1917. године др Кетрин Макфејл нашла се на Солунском фронту. Током боравка у Француској др Сондермајер јој је понудио место у једној болници и Кетрин, која је толико желела да се врати у Србију, одмах је прихватила понуду. У Солуну Кетрин је затекла своју најмлађу сестру Изабел, која је тамо стигла знатно раније са Болницом шкотских жена. Др Сондермајер нуди њој и Изабели да почу са радом у новооформираној великој болници, коју је Француска дала српској војсци и која је носила назив Српска болница престолонаследника Александра.
Већ након неколико дана добиле су позив од начелника Српског потпорног фонда у Солуну да дођу у њихову болницу у Соровићу (данас грчки градић Аминдеон, у близини грчко-македонске границе) да помогну у збрињавању повређеног цивилног становништва током бомбардованог Битоља и околине. Др Кетрин је са Изабелом и још две медицинске сестре и куварицом послата у село Брод, на југоисточној страни Битољског поља. Изабел је убрзо напустила Брод и вратила се у Солун, на своје радно место у Српску болницу престолонаследника Александра, док је Кетрин остала тамо где је сматрала да је потребнија. Крајем лета отпутовала је у Солун, а по повратку у своју амбуланту у Броду затекла је озбиљно стање. По селима се појавила нека нова и непозната смртоносна болест. Др Макфејл је била сигурна да се ради о неком обољењу чији је узрок дуготрајна лоша исхрана. Касније се испоставило да је то пелагра, тада мало позната болест која се јављала услед једноличне исхране без довољно витамина.
Крајем лета 1917. године болница Српског потпорног фонда је премештена из Соровића у Гермијан у близини Брода, због чега је Кетринина амбулантау овом селу затворена. У исто време приближио се и њен рок да се јави на своје радно место у Болници принца престолонаследника у Солуну. Кетрин је била чврсто уверена да је њена лекарска помоћ далеко потребнија у селима на терену, па је тешком муком успела убедити у то и др Сондермајера и остаје да ради у Битољском пољу. У то време Кетрин је посетио и њен пријатељ, др Едвард Рајан, коме је показала околна села и бедне услове живота. Видевши то, др Рајан је одмах кренуо у акцију прикупљања помоћи преко америчког Црвеног крста, и успео да јој прибави једну врсту покретне амбуланте, која је била снабдевена лековима, завојним материјалом и залихама хране, тако да је Кетрин свој медицински посао могла проширити и на побољшање исхране угрожене деце.
Те зиме принц Александар је дошао да прослави своју крсну славу међу војницима, па је на прославу била позвана и Кетрин, када је по први пут видела и упознала принца. Зима 1917/1918. године у македонским планинама била је врло оштра и хладна, међутим Кетрин је са својом покретном амбулантом редовно обилазила околна села и обављала свој посао. У међувремену њена фамилија и пријатељи у Шкотској су успешно завршили акцију сакупљања топле одеће и обуће коју је Кетрин делила осиромашеним женама и деци.

## Повретак у Шкотску
У лето 1918. Кетрин се на кратко вратила у Шкотску. Главни разлог за такву њену одлуку била је потреба да помогне оцу, Др Доналд Макфејл, који је остао је сам, јер су два његова помоћника мобилисана у војску. У то време је у Великој Британији, као и у свету, владала велика пандемија грипа или тзв. „шпанске грознице“, што је веома повећало број пацијената. Када је и сам др Макфејл оболео од грипа, Кетрин и Изабел су најавиле свој одлазак и надлежне валсти су прихватиле њихове разлоге. Кетрин је одликована Орденом Светог Саве IV степена за свој рад у Македонији и Медаљом Српског Црвеног крста, а Изабел Крстом милосрђа. Сестре Макфејл су у августу 1918. напустиле Солун и вратиле се у родну Шкотску.
По повратку у Шкотску Кетрин се морала бринути о болесном оцу, а затим морала је преузети и већи број његових пацијената. Убрзо по повратку кући, др Кетрин Макфејл је проглашена почасним грађанином града Коутбриџа и на пригодној свечаности 15. августа 1918. године предата јој је повеља града, а истом приликом од града је на поклон добила и златан сат.
Кетрин је пратила збивања на свим фронтовима, а посебно на Солунском фронту где је у септембру 1918. године коначно почела дуго очекивана велика офанзива и веома се радовала успесима савезничкие војске и пробоју Солунског фронта. Жалећи што и сама није била присутна тим великим догађајима, одлучила је да се што пре врати у Србију.

## Повратак у Србију 1918.
Крајем новембра 1918. године, скупивши све потребне документе, Кетрин је кренула назад у Србију. Одећа, обућа и друге потрепштине за помоћ Србији, које су прикупили њена породица, пријатељи и пацијенти, били су упаковани и засебно послани преко Црвеног крста. Из Лондона Кетрин је отпутовала у Париз. Из Париза отишла је у Тулон где је чекала на превоз бродом до Дубровника, одакле је требало да се возом пребаци до Београда. Тулон је тада био препун избеглица из Србије, војника и цивила, који су очекивали повратак кући. У Тулону Кетрин упознаје Даринку Грујић, која је од почетка рата водила бригу о сирочади и избеглицама у Француској, које је сада желела да врати у Србију. После вишедневног чекања у Тулону најзад су стигли бродови који су их пребацили у Дубровник, а затим је уследио веома мучан пут железницом преко Сарајева и Брода до Земуна, одакле је скелом требало да пређе у Београд. Пут возом трајао је 3 дана и 3 ноћи.

## Рад у Краљевини Срба, Хрвата и Словенаца
Кетрин се одмах по доласку пријавила у Министарство унутрашњих послова и добила дозволу да може да остати у граду и радити неки добротворни посао. У тој конфузној ситуацији непосредно после рата Кетрин Макфејл је била прва међу многим странцима која се снашла и започела са радом.

### Прва дечја болница у Београду
Већ почетком 1919. године отворила прву дечју болницу у Београду. Најважнији догађај који је омогућио Кетрин успешан почетак рада био је долазак Даринке Грујић у Београд. Тек што је стигла у Београд Даринка је успела да добије пет војних барака које су се налазиле у Студеничкој улици, у непосредној близини Војне болнице и једну од њих уступила је Кетрини за дечју болницу. Бараке су биле прљаве и запуштене, са уништеним водоводним и електричним инсталација и са разбијеним прозорима. Требало их је од темеља очистити, поправити и оспособити за рад, у чему су јој помогли британски маринци на челу са адмиралом Троубриџом. Они су убрзо очистили, поправили и префарбали бараку. Војска је помогла Кетрин и да у бараци монтира један стерилизатор, а од Црвеног крста је успела је да добије 25 војничких кревета, постељину, ћебад као и разне друге ствари. Већину лекова и војног материјала добила је од америчког Црвеног крста. У непосредној близини барака Српски потпорни фонд отворио је добротворну кухињу за оближњу школу, па је Кетрин успела да среди да та кухиња снабдева храном и децу у болници, док је дрва за огрев обезбедила градска власт. Од адмирала Троубриџа добила је пуно дечијих играчака а Флоренс Харвеј понудила се да бесплатно, својим колима, обавља превоз. Крајем јануара 1919. године болница је примила своје прве пацијенте.
У току првих месеци сваки кревет у болници био је заузет, а кроз амбуланту је пролазио велики број деце. Сав лекарски посао обављала је сама, јер је у то време било веома мало лекара. У целој Србији свега око 100 њих је преживело рат. Због свог рада Кетрин Макфејл је била веома популарна у Београду, па је тако и успевала да из разних видова помоћи и донација одржи своју болницу, која није имала никаквих других прихода, а чије издржавање је било скупо.

#### Павиљон у Топчидеру
У рано пролеће 1919. године болница је већ била премала да прими све оне који су тражили помоћ, а то се нарочито односило на све већи број деце оболелел од туберкулозе. Кетрин је у то време сазнала да на Топчидеру, на десетак километара од Београда, постоји један отворени павиљон који је и раније био коришћен за децу, а који је тада био празан и запуштен. Павиљон се налазио на брду, на самој ивици шуме, па је био идеалан за лечење свежим ваздухом и сунцем, што је, поред добре хране и мировања, у то време био и једини лек за туберкулозу. Кетирн је добила дозволу од градске власти и успела је да обезбеди потребне поправке и да набави опрему и већ око ускрса 1919. године павиљон са 40 постеља био је спреман да прими своје прве пацијенте. Бригу о павиљону преузела је Мери Бејкер. Павиљон у Топчидеру се ускоро показао као веома успешан подухват и деца су се у природи опорављала.
Како се посао све више ширио Кетрин је схватила да постојећи капацитети ускоро неће бити довољни за све већи број пацијената, поготову због тога што се топком зиме отворени топчидерски павиљон неће користити, па је почела да размишља о проширењу болнице. Једна повећа зграда у улици Кнеза Милоша, у близини Војне болнице, остала је празна када су британски маринци напустили Београд и Кетрин је одмах кренула у акцију да добије ту кућу за своју болницу. Била је то велика, светла, солидно грађена и очувана зграда у којој је било довољно простора за смештај 50 кревета, поготову када је Кетрин успела да замени велике војничке кревете за праве дечје, којих је могло стати знатно више. Поред тога, формирана је и мала операциона сала за лакше хируршке случајеве, док су тежи случајеви упућивани у државну болницу. Уређено је и велико поликлиничко одељење за амбулантне болеснике. Ова нова болница започела је са радом у новембру 1919. године и сада то више није била нека импровизована установа, већ права здравствена установа. Званично је била призната од стране Владе Краљевине Срба, Хрвата и Словенаца као прва Дечја болница у Србнији, названа Енглеско-српкса дечја болница (The Anglo Serbian Children’s Hospital, скраћено A.S.C.H). Убрзо након отварања ове болнице Министарство здравља је затражило од Кетрин да прима оболеле новорођене бебе из породилишта, тако да је било оформљено и посебно одељење за новорођенчад о којима се бринула најискуснија сестра.

#### Болница у Дубровнику
Павиљон у Топчидеру могао се користити само у летњим месецима и као такав функционисао је све до 1924. године, када је затворен. Број болесника стално се повећавао. Тада је Кетрин дошла на идеју да нађе неко место на морској обали где би могла смештати туберкулозну децу. Ускоро је сазнала да на Лападу постоји једна вила која би била идеална за ту намену. Кетрин се обратила лично војводи Живојину Мишићу, који је тада био начелник генерлштаба и кога је Кетрин познавала још са Солунског фронта. Када му је Кетрин објаснила да би та вила у Дубровнику требало да служи као лечилиште и опоравилиште за децу он је сместа наредио да се вила преда Енглеско-српској дечјој болници на даље коришћење. Кетринина сестра Изабел, која је у то време била већ потупно прешла на рад у Дечју болницу, отпутовала је у Дубровник да види зграду и да покуша наћи опрему за њу. Док је боравила у Дубровнику Изабел је чула за једну напуштену аустријску болницу код Зеленике у Боки Которској и отпутовала је тамо да види о чему се ради. На своје изненађење затекла је напуштену, али потпуно опремљену болницу, са креветима, постељином и осталим материјалом и једног младог српског официра који је са својим војницима све то чувао. Био је то Васа Срдић. Он јој је понудио да узме све што јој треба, а поред тога одмах је организовао утовар и превоз опреме до Дубровника. Изабел је изабрала 60 кревета заједно са постаљином и осталом опремом и вратила се на Лапад. Како је сама зграда била добро очувана, болница је оворена у фебруару 1920. године.

### Дечја болница у Сремској Каменици
Огромни трошкови одржавања болнице у Београду који су из године у годину постајали све већи вероватно су, поред осталих разлога, утицали на Кетрин да почне размишљати о премештању болнице негде у унутрашњост.
Почетком тридесетих година Кетрин је почела активно тражити погодно место негде у унутрашњости, али не сувише далеко од Београда, које би било у отвореној природи са довољно свежег ваздуха и сунца. Размишљала је чак и о куповини једног од напуштених фрушкогорских манастира. Даринка Грујић ју је посаветовала да покуша да нађе неку погодну грађевину или да изгради нову зграду у Сремској Каменици, која по својим природним условима била најпогодније место за ту сврху. Како је Кетрин у Сремској Каменици већ имала кућу за одмор, одмах је почела правити планове за оснивање нове болнице.
Кетринин стари пријатељ, инж. Васа Срдић, који је почетком 1920. године, као официр српске војске у Зеленики, помогао Изабел и који је од тада постао велики пријатељ сестара Макфејл, после рата је, као дипломирани инжењер агрономије, добио земљу у Темерину, где се населио и где се бавио земљорадњом и воћарством. Како је он био упућен у Кетринине планове, убрзо је сазнао да се на брду Чардак, непосредно изнад Сремске Каменице, продаје један стари и већ запуштени виноград који би могао одговарати Кетрининим плановима. Др Макфејл је била одушевљена положајем самог места и његовом околином и купила је то земљиште, које је од 1. августа 1933. године било званично пренето на њено име, те је одмах почела припреме за изградњу болнице. Према Кетрининој замисли и уз помоћ инжењера Хигијенског завода у Београду, један стари руски архитекта направио је планове за трокрилну зграду са централним двориштем и дугачком терасом уздуж северног и западног крила, тако да се деца могу износити и излагати сунцу преко целог дана.
У пролеће 1934. године су завршени радови на новој болници, наручена је сва неопходна опрема, састављене листе пацијената који је требало да отпочну лечење. Краљевска комисија Дунавске Бановине одобрила је отварање и започињање рада дечијег санаторијума. Зграда се састојала од главног фронталног дела и два симетрично постављена крила. У главном делу налазила су се три одељења болнице, одељење за пацијенте, радионица, одељење за радиотерапију, апотекарски део, простор који је био намењен пацијентима са инфективним болестима и соба за стерализацију инструмената и апарата. Такође, постојао је и део где се налазила администрација болнице, као и магацин за лекове и инструменте. У крилима зграде налазила се кухиња са оставом и трпезаријом за децу. На спрату су били четворособни станови за докторе и медицинске сестре. Постојала су и четири купатила и тоалети који су распоређени у крилима зграде. Болница је изграђена у складу са потребама болесника којима се предвиђа дужи боравак ради лечења. Испред јужног и западног крила изграђене су терасе. Цело двориште је било ограђено и уређено попут парка. У склопу дворишта се такође налазио и воћњак и виноград.
Болница је званично отворена 23. септембра 1934. године под покровитељством њеног височанства краљице Марије Карађорђевић. Први пацијенти били су пребачени из београдске болнице већ 1. августа. Лечење је било фокусирано на пацијенте који су оболели од туберкулозе костију и зглобова, рахитиса. Третман се састојао од свежег ваздуха, изложености сунцу, добре хране, одмора, масаже, имобилизације уз помоћ гипса и операција ако је за то постојала потреба. Болница је примала децу до 14 година. Преко лета било је и до 50 деце, а преко зиме 32. Начелник болнице била је докторка Кетрин Мекфејл, главни хирург је био Светислав Сојановић, примаријус и доктор у главној болници у Београду, главна медицинска сестра је била Агнес Харди (Agnes Hardy), а Алиса Марфи (Alice Murphy) је била секретарица. Међу запосленима били су и још две медицинске сестре, један наставник и помоћно особље. Један од главних проблема болнице било је финансирање, јер су деца углавном била третирана бесплатно. Трошкове болнице су покривали многи донатори. Међу донаторима било је и Министарство за социјална питања и јавно здравље Краљевине Југославије, Фонд за заштиту деце, као и разне друге организације. Све ово није било довољно за покривање трошкова болнице, па је из тог разлога Кетрин стално морала да води кампању за прикупљање средстава, како би болницу одржала у раду.
Године 1940. ситуација у региону је постала озбиљна и особље у санаторијуму почело је са војним припремама против непријатељског напада. У фебруару 1941. Кетрин је имала план да превремено евакуише децу из болнице. Три недеље пре почетка рата сва деца су послата из болнице својим кућама, а комплетна болничка опрема била је упакована и склоњена у подруме како би била заштићена у случају бомбардовања. Социјална ситуација је постала веома озбиљна и британска амбасада је саветовала све британске грађане да напусте земљу. Тако су Кетрин Мекфејл и Алиса Марфи предале кључеве болнице људима од поверења и напустиле земљу. Убрзо након тога у болницу је смештено 120 војника за противваздушне надапе.
Зграда је убрзо претворена у локалну болницу. Особље болнице је често помагало партизанском покрету у виду пружања медицинске неге и хране, што је био један од разлога због ког је и болница нападнута. Након тога зграда је напуштена и разорена. Током ратних година, болницу су користиле и непријатељске снаге за своје војнике.

## Повратак у ослобођену Југославију
Кетрин је дошла у Београд одмах након ослобођења 1945. године. Када је отишла у посету Сремској Каменици, наишла је на зграду која је била без врата и прозора, пуста и разорена. У њој више није било ни медицинске ни електричне опреме. Кетрин је у јулу започела преговоре око поновног отварања болнице у Сремској Каменици уз помоћ Фонда за заштиту деце из Лондона. Министарство за јавно здравље Демократске Федеративне Југославије дало је дозволу да започне са обновом од 15. августа. Кетрин је уз помоћ особља успела да набави медицинску опрему и медицински материјал као и друге непоходне ствари за обављање операције. Из хуманитарних организација из Канаде и Велике Британије стигла је постељина и ћебад. Комплетна опрема из операционе сале пронађена је у војној болници у Карловцима и убрзо је враћена. Кетрин је добила и 46 сандука одеће и постељине за децу од пријатеља, која не само да је била довољна за болницу већ ју је поклонила и сиромашној деци из села. Комплетну поправку болнице финансирала је влада Аутономне поркајине Војводине, и болница је поново почела са радом 19. децембра 1945. године.
Током рата број деце који је оболео од туберкулозе је повећан. Болница је сада радила са капацитетом од 75 кревета и била је стално попуњена. Услови рада били су веома тешки у том периоду због недостатка опреме и хране, јер је снабдевање болнице било јако отежано. У том периоду од велике помоћи су били воћнаци и виногради који су се налазили око болнице. Ускоро се живот и рад у болници вратио у нормалу. Међутим, нова влада је полако повећала дозу неповерења према Кетрин и њеним сарадницима. Она је Министарству здравља предложила да болницу претвори у рехабилатациони центар за децу са инвалидитетом, као и за децу која су постала хендикепирано због туберкулозе или других болести. Такође је имала у плану да направи радионицу у којој ће одрасле особе са инвалидитетом помагати у прављењу ортопедских помагала.

## Национализација и повратак у Шкотску
Године 1947. нови режим је донео одлуку о национализовању свих болница и Енглеско-југословенска дечја болница је те јесени предата Југословенским властима. Схвативши да ништа не може да спречи имплементацију комунистичког режима, Кетрин се повукла и отишла у Шкотску. Након национализације, болница је наставила да постоји као државни санаторијум за туберкулозу костију.
Болница у Сремској Каменици је постала државна имовина и као таква део Одељења за ортошпедску хирургију Медицинског факултета у Београду, на челу са професором Светиславом Стојановићем. 

## Посете болници
Године 1949. Кетрин Мекфејл и Алиса Марфи су посетиле болницу и топло и приајтељски поздравили: „Болница је изгледала као пре, свеже, изложена сунцу и окружена богатим виноградима. Деца су похађала школску наставу, у амбуланти се обављао посао као и пре, свеже припремљено јело је чекало децу свакога дана захваљујући особљу из кухиње, свеж опран веш се вијорио на ветру“.
Други пут је Кетрин Мекфеј посетила своју болницу 22. септембра 1954. године, када је обележено 20 година рада болнице, и у улазном холу је постављена спомен плоча са натписом да је она била њен оснивач. Та спомен плоча је представљала велики знак захвалности бртанском народу за његов допринос током рата. Церемонији су, осим Ктрин, присуствовале и Алиса Марфи и Флора Сандс. Кетрин је била јако поносна што је болница наставила са радом.

## Одликовања
Др Кетрин Макфејл је у току Првог светског рата била одликована Орденом Светог Саве четвртог и петог степена, а због хуманитарних активности које су уследиле након рата добила је и Орден трећег степена. Велика Британија доделила јој је једно од својих највећих признања, Орден Британске империје. Када је 1954. године последњи пут дошла у Србију како би посетила своју болницу у Сремској Каменици поводом навршавања двадесет година од оснивања, др Макфејл је програшена почасним грађанином Сремске Каменице и доживотним председником карловачког Црвеног крста. У дворишту болнице најпре су биле постављене две спомен-плоче у њену част, а 15. јуна 1988. године подигнут је и споменик др Кетрин Макфејл.